# Michel Stokx
Michel Stokx (Lochristi, België, 17 januari 1942 – Beverwijk, 25 september 2001) was een seriemoordenaar en vrachtwagenchauffeur uit Assen.
Op 27 juli 1991 lokte hij in het Noord-Hollandse West-Friesland de 11-jarige Jessica Laven uit Blokker mee uit een zwembad in het aangrenzende Zwaag. Later werd zij bij Nieuweschans gewurgd teruggevonden. Bij zijn verhoren bekende Stokx ook twee Duitse jongetjes, de 13-jarige Marco Weisser uit Wiesbaden en de 10-jarige Salim Thattil uit Neustadt an der Weinstraße, te hebben misbruikt en vermoord. Ook had hij tegen een medegevangende bekend Nathalie Geijsbregts vermoord te hebben, maar hij ontkende dat later.
Voor de moorden op Jessica, Marco en Salim werd Stokx in november 1992 veroordeeld tot 20 jaar cel en tbs en hij werd opgesloten in de Penitentiaire Inrichting Scheveningen. Enkele maanden voor zijn dood ontstond er beroering in Nederland toen bleek dat hij in de gevangenis een WAO-uitkering ontving.
Op 18 september 2001 stootte hij daar tijdens arbeidstherapie een fles terpentine om en sloeg van schrik een tl-buis stuk, waardoor brand ontstond. Meer dan 60% van zijn lichaamsoppervlak verbrandde en hij werd overgebracht naar het brandwondencentrum in Beverwijk. Hij overleed daar op 25 september. De ouders van Jessica Laven reageerden verheugd op dit nieuws en hingen de vlag uit. Volgens justitie was het een noodlottig ongeluk, maar in de media werd gespeculeerd dat het een moordaanslag of zelfmoord betrof. Justitie sloot dit echter uit.
Op 25 mei 2022 verscheen over Stokx de driedelige documentaire 'De Sneeuwman' op Videoland. Hierin zegt zijn oud-advocaat dat Stokx voor zijn overlijden aan hem heeft opgebiecht dat hij ook Cheryl Morriën heeft vermoord. Cheryl verdween in 1986 en is nooit meer teruggevonden. Nadat Stokx dit aan zijn advocaat had opgebiecht heeft deze de informatie, tegen zijn beroepsgeheim in, aan het Openbaar Ministerie doorgespeeld. Stokx was toen al overleden.